# 산마우로토리네세
산마우로토리네세(이탈리아어: San Mauro Torinese)는 이탈리아 피에몬테주의 토리노 광역시에 있는 코무네이다. 세티모토리네세, 카스틸리오네토리네세, 토리노, 발디세로토리네세와 접해 있다.

## 역사
산마우로(San Mauro)의 고대 명칭은 라틴어로 "아름다운 해변 및 항구"를 의미하는 풀크라 라다(Pulchra Rada)이며 이에 대한 최초의 서면 기록은 991년 5월 4일로 거슬러 올라간다. 당시 몬페라토 통치자였던 안셀모는 사라센의 침략으로 파괴된 고대 로마 정착지 위에 원래 세워져 있었던 베네딕토회 수도원을 재건하라는 명령을 내렸다.
이 수도원은 12세기에 특히 번성했지만, 그 이후로는 국경을 접한 몽페라트 후작령과 사보이아 공국 사이의 지속적인 갈등으로 인해 쇠퇴하기 시작했다. 수도원은 1474년에 억압되었고 In commendam으로 바뀌었다. 이 길은 1603년 세속 성직자들에게 양도될 때까지 베네딕토회 소유였다. 이 수도원은 1803년에 교황 비오 6세에 의해 다시 폐쇄되었다.
산마우로와 베르톨라(Bertolla)를 연결하는 비토리오 에마누엘레 3세 다리는 현지에서는 폰테 베키오(ponte vecchio, 옛 다리)로 알려져 있으며 1912년 9월 8일에 개통되었다.

## 주요 명소
- 풀체라다 수도원
- 산타 마리아 교구 교회
- 수페르가 힐 자연공원